# 汪叡
汪睿（？—？），字仲魯，號浯溪，江浙行省徽州路婺源州人，明朝初期政治人物。

## 生平
元朝末期，汪睿與弟汪同集結鄉眾保衛婺源，協助朝廷收復饒州路，獲授浮梁州同知，沒有赴任。胡大海攻克休寧後，汪氏兄弟歸順，在婺源設星源翼分院，汪同任院判，汪睿則歸里。至正二十年（1360年）秋汪同率兵攻打鄱陽不克，拋棄妻兒逃往浙西，汪睿被徵召到應天府作為人質，後得悉汪同被張士誠殺害，汪睿獲授安慶稅令，參贊征討四川軍事，後引病去職，洪武十七年（1384年）獲召見並講解《西伯戡黎》篇，授左春坊左司直郎，後引病歸里。